# David Lefèvre (tueur)
Pour les articles homonymes, voir David Lefèvre et Lefèvre.
 (août 2025).
David Patrick Roger Lefèvre, né le 17 mai 1980 à Reims, est un tueur en série, braqueur et criminel multirécidiviste français, surnommé « le tueur des marais ».
Le 5 août 1999, Lefèvre a commis sa première attaque à main armée, en compagnie d'un complice. Trois jours plus tard, Lefèvre a tué un SDF lors d'un second vol à main armée. Condamné à 5 ans de réclusion criminelle, il est libéré en novembre 2002.
Après avoir échappé à la prison pour vol de voiture, en août 2003, Lefèvre a été ré-incarcéré, en 2004, pour trafic de stupéfiants et vol de voiture en récidive puis condamné à 5 ans de prison ferme.
Libéré en 2008, Lefèvre a quitté Laon et s'est installé à Amiens.
Le 14 janvier 2011, il a tué l'un de ses amis, après avoir acheté des cigarettes en Belgique. Son corps a été découvert, le 14 février 2011, dans un Marais de l'Avre et l'enquête a conclu à une mort accidentelle. Quelques mois plus tard, le 5 septembre 2011, Lefèvre a tué un autre de ses amis au même endroit. La découverte de son corps, cinq jours plus tard, permet de lier les deux morts.
Arrêté le 14 décembre 2011, Lefèvre a été mis en examen pour meurtre et assassinat et placé en détention provisoire.
Lefèvre a été condamné le 15 novembre 2013, à la réclusion criminelle à perpétuité assortie d'une période de sûreté de 22 ans.

## Biographie

### Jeunesse
David Lefèvre naît le 17 mai 1980 à Reims (Marne). Il est issu d'une fratrie de six enfants et grandit dans un milieu social bancal, avec des parents mal-aimants et incestueux, qui lui font subir des violences physiques et sexuelles ; il les décrira par la suite comme étant des « Cas-sociaux ».
En 1988, âgé de 8 ans, Lefèvre est placé en famille d'accueil, près de Laon, avec ses frères et sœurs, après l'arrestation de leur père pour viol en reunion. Lefèvre est un enfant réservé et fuyant sur certains points, notamment lorsque l'on mentionne ses parents et ses premières années passées avec eux.
L'enfance de Lefèvre est marquée par l'absentéisme. Bien qu'il n'ait plus revu ses parents, Lefèvre se construit toute une personnalité persécutée et malsaine, sans remarquer de différence avec la réalité. À l'opposé, Lefèvre construira une balançoire pour ses frères et sœurs afin d'apporter du réconfort à une fratrie également marquée par le désamour (l'une de ses sœurs témoignera de cela par la suite).
À la fin des années 1990, Lefèvre bascule dans la délinquance, à l'aide d'un complice mineur. Ils achètent un pistolet à plomb en vue de commettre des vols à main armée.

### Vols à main armée et premier meurtre
Le 5 août 1999, Lefèvre, 19 ans, et son complice, mineur, commettent leur premier vol à main armée, à Laon. Le braquage se solde par une réussite et une grosse somme d'argent est récoltée. À la suite de leur méfait, les deux braqueurs envisagent de commettre une longue série d'attaques à main armée, qui pourraient leur rapporter davantage.
Le 8 août 1999, Lefèvre et son complice s'apprêtent à renouveler leur vol à main armée dans cette même ville. Les deux jeunes hommes sont cependant surpris par un sans-abri et prévoient de lui voler son revenu minimum d'insertion en guise de butin. Cherchant à impressionner le sans-abri, Lefèvre le tue d'une balle dans la tête, à l'aide de son pistolet. À la suite du meurtre, Lefèvre abat également le rat de sa victime, puis l'écrase à l'aide de son pied. Les deux auteurs volent les économies de la victime et s'enfuient. En raison de la détonation, les passants présents sur la scène de crime parviennent à décrire les fuyards.
Avec l'aide de plusieurs témoins, les policiers parviennent à remonter jusqu'à Lefèvre et son complice.

### Incarcération pour braquage et meurtre
Le 12 août 1999, Lefèvre et son complice sont arrêtés et placés en garde à vue. Les deux jeunes hommes reconnaissent les faits et affirment avoir perpétré leurs vols pour acquérir le maximum d'argent possible. Ils réfutent cependant tout intention de tuer le sans-abri, mais reconnaissent avoir eu l'intention de commettre de nouveaux braquages s'il n'avaient pas été arrêtés.
Lefèvre et son complice sont mis en examen, le 14 août 1999, pour vols à main armée et meurtre puis incarcérés au Centre pénitentiaire de Laon. À ce stade de l'enquête, les policiers tentent de vérifier si le meurtre du SDF était prémédité, mais l'enquête établira qu'il se trouvait par hasard sur les lieux du braquage au moment de la commission des faits. Concernant le pistolet à plombs, ils s'aperçoivent que l'arme n'est pas à caractère létale, accréditant la thèse du meurtre involontaire. Les enquêteurs tentent alors de découvrir la personnalité de Lefèvre et de son complice, afin de voir s'ils sont responsables de leurs actes et de trouver le mobile des deux méfaits.
Lefèvre et son complice sont examinés par des experts psychiatres, en vue d'une évaluation de leur état mental. La défense des inculpés avance le fait d'avoir tué le SDF dans un « état de démence » car, bien qu'ayant utilisé un pistolet, leurs avocats démontrent que les deux tueurs ne s'en étaient pas servi avant leur second vol à main armée. À la suite de la requête de la défense, les experts psychiatres ne constatent aucune abolition du discernement chez Lefèvre et de son complice, l'utilisation de leur arme leur ayant servi à assurer leur fuite. Lefèvre et son complice sont finalement renvoyés devant la Cour d'assises des mineurs de Douai, pour deux vols à main armée ayant, pour le second, entraîné la mort sans intention de la donner,.

### Premier jugement pour meurtre
Le 2 mai 2002, le procès de Lefèvre et son complice débute devant la cour d'assises des mineurs de Douai pour les deux vols à mains armée, dont l'un ayant entraîné la mort sans intention de la donner.
Désormais âgé de 22 ans, Lefèvre fait profil bas et garde la tête baissée. Il reconnaît cependant les faits, sans pour autant avouer de mobile valable pour le meurtre du SDF qui, selon lui, se trouvait « au mauvais endroit et au mauvais moment ». À la barre, Sylvie et Nathalie Lefèvre témoignent de leur enfance marquée par de parents violents et alcooliques, avec un père condamné pour complicité de viol en réunion. Ce témoignage marque la cour, qui décide d'accorder des circonstances atténuantes à Lefèvre.
Le 3 mai 2002, Lefèvre est condamné à 5 ans de réclusion criminelle, assortis d'une mise à l'épreuve pendant trois ans, la cour ayant confirmé l'absence de préméditation au moment du second vol à main armée,,.

### Libération et autres incarcérations
Lefèvre est libéré le 8 novembre 2002, après trois ans et trois mois de prison. À la suite de sa libération, David Lefèvre retourne habiter dans sa famille d'accueil et retrouve ses frères et sœurs.
En août 2003, Lefèvre est arrêté après avoir dérobé une voiture. Mis en examen pour vol de véhicule, Lefèvre est laissé en liberté sous contrôle judiciaire et comparait immédiatement. Il comparaît devant le tribunal correctionnel de Douai, le 21 août 2003, pour le vol de véhicule. Il est condamné à une peine six mois de prison avec sursis et reste en liberté.
En 2004, Lefèvre est de nouveau arrêté par la police pour possession illégale de cocaïne, lors d'un contrôle routier. Outre sa possession illégale, les policiers s'aperçoivent que le véhicule a été volé. Lefèvre est mis en examen pour trafic de stupéfiants et vol de véhicule puis placé en détention provisoire en l'attente de son jugement. Il comparaît, en 2006, devant le Tribunal correctionnel de Péronne, pour ses délits (vol de véhicule et trafic de stupéfiants) et condamné à 5 ans de prison ferme,.

### Libération et meurtres du Marais de L'Avre
Lefèvre est libéré en 2008, après près de quatre ans de détention. Il s'installe alors à Amiens, où personne ne connaît ses antécédents judiciaires.
Il travaille alors comme intérimaire manutentionnaire et rend service à ses voisins lorsque ceux-ci ont besoin. Lefèvre rencontre Julien Guérin, 20 ans, un ancien enfant de la DDASS, contraint de suivre un traitement médicamenteux pour guérir de l’alcoolisme. Il fait par la suite la connaissance de Sylvie, une jeune femme vivant en marge de la société, avec qui il devient ami. Lefèvre semble affecté lorsque, en 2010, Guérin rencontre Alice Caron, âgée de 17 ans, puis se mette à fonder une famille en l’espace de quelques mois.
Dans la nuit du 13 au 14 janvier 2011, après un aller-retour en Belgique dans le but d'y acheter des cigarettes, Lefèvre emmène Guérin dans sa voiture et le conduit au marais de Camon. Pour un motif qui reste inconnu, le ton monte pour Lefèvre, qui frappe Guérin à coup de pied de biche. Ayant bu une grande quantité de Vodka, Guérin tombe dans le marais de l'Avre avant de mourir noyé. À la suite de son crime, Lefèvre quitte les lieux pour retourner chez lui et se débarrasse de sa batte de baseball et du pied de biche, afin de n'éveiller aucun soupçon.
Dans la nuit du 14 janvier 2011, Lefèvre se rend chez Alice, la compagne de Julien, afin de lui dire que l'attitude de Julien, la veille au soir, était « disproportionnée », selon lui et qu'il souhaiterait dormir avec elle en échange d'informations. Une plainte est déposée le lendemain, mais Lefèvre affirme que sa venue est une simple « annonce » à Alice concernant le comportement de Julien. Aucune charge ne pesant contre Lefèvre, celui-ci est relâché.
Le 17 janvier 2011, Alice se rend au commissariat d'Amiens, afin de signaler la disparition de Julien Guérin. Le disparu étant âgé de 22 ans, la police n'ouvre pas d'enquête. Quatre jours plus tard, elle décide de contacter la presse, qui prend cette disparition au sérieux. Lefèvre reste en contact avec les proches de Guérin, sans que ces derniers se doutent de sa culpabilité. C'est à la même période que Lefèvre s'achète un étui à revolver.
Le corps de Julien Guérin est retrouvé dans l'Avre, le 14 février 2011, par un éclusier faisant un contrôle. Lors de la découverte du corps, les policiers n'ont pas encore l'idée que le cadavre de Julien ait pu dériver depuis sa mort, un mois plus tôt. Une enquête est alors ouverte, en vue d'une autopsie. Le corps du jeune homme ayant séjourné durant un mois, l'autopsie s'avère longue et difficile. Il est conclu à une mort accidentelle, après que le jeune homme ait bu une forte dose de Vodka ; Julien était addict aux tranquillisants en raison de l'addiction à l'alcool dont il avait souffert durant sa jeunesse.
Début août 2011, Lefèvre apprend que Sylvie s'est mise en couple avec Alexandre Michaud ; un jeune homme de 24 ans. Il semble de nouveau être affecté par ce qu'il perçoit comme un abandon de ses amis, ces derniers se mettant en couple à quelques mois d'intervalle et le laissant à l’écart de leur nouvelle vie.
Dans la nuit du 4 au 5 septembre 2011, Michaud frappe violemment le mur, à la suite d'une dispute avec Sylvie, et se blesse le poignet. Sylvie, n'ayant pas de moyen de locomotion, fait appel à David Lefèvre. Arrivé chez le couple, Lefèvre emmène Alexandre dans sa voiture, afin d'aller à l'hôpital. Alexandre est pris en charge aux urgences mais, lorsqu'il en sort, Lefèvre emmène le jeune homme au marais de Camon, puis lui tire dessus à l'aide de son revolver. Blessé, Alexandre tombe dans le marais, se prend les pieds dans une chaîne servant d'amarre et meurt quelques minutes plus tard. Lefèvre prend la fuite et retourne chez lui.
Sylvie se rend au commissariat, le 6 septembre 2011, afin de signaler la disparition d'Alexandre. Elle raconte sa dispute de l'avant-veille et précise qu'il a disparu après que David Lefèvre l'a emmené à l'hôpital. À la suite du témoignage de Sylvie, une enquête est alors ouverte pour enlèvement et un ratissage débute, afin de retrouver le jeune disparu de 24 ans.
Le 10 septembre 2011, le cadavre d'Alexandre Michaud est découvert dans le marais de Camon, les pieds pris dans une amarre. Les gendarmes ne font pas immédiatement le lien avec la mort de Guérin car les deux victimes n'ont pas été retrouvés au même endroit. Ils placent d'abord en garde à vue l'ancien compagnon de Sylvie car celui-ci menaçait de mort Michaud durant son court séjour dans la Somme. Celui-ci confirme ses menaces de mort à l'encontre de Michaud, mais affirme s'être réconcilié avec son rival lorsque celui-ci a déposé ses enfants chez lui, quelques heures avant le drame. Le suspect est donc relâché. En reprenant le dossier de Guérin, les enquêteurs découvrent que Lefèvre est le dernier à avoir été en compagnie des deux jeunes hommes, avant leur mort,.
Lefèvre est placé en garde à vue, le 14 septembre 2011, pour l'assassinat de Michaud. Lors de son audition, l’homme de 31 ans résiste aux gendarmes qui l’interrogent. Lefèvre donne sa version des faits, mais les gendarmes prolongent sa garde à vue, après avoir découvert ses antécédents judiciaires. Après un interrogatoire poussé, Lefèvre repart libre du commissariat car les éléments à charge manquent pour l'incriminer. Les enquêteurs décident de le placer sur écoute téléphonique afin de le surveiller et de récolter davantage de preuves.
Une nouvelle autopsie est réalisée concernant la mort de Julien Guérin. Le médecin légiste, chargé de constater les photos du corps, réfute immédiatement l'hypothèse d'un accident : les plaies sur la tête correspondent à un choc ante-mortem et non post-mortem. Dans son rapport, rendu le 2 novembre 2011, il évoque alors un choc provoqué par un objet contondant, probablement porté par l'intervention d'un tiers. Il s'agit donc d'un homicide volontaire dont Lefèvre devient le suspect numéro un.
Le 8 novembre 2011, un appel téléphonique entre Lefèvre et Sylvie retient l'attention de gendarmes : alors que Sylvie semble l'insupporter, Lefèvre lui répond de ne pas le provoquer, en lui disant avoir [déjà] tué trois personnes et précisant qu'il n'aurait aucune gêne à recommencer. S'agissant d'une phrase dite sur le ton de la plaisanterie, Sylvie ne prend pas au sérieux les déclarations de Lefèvre. En ce qui concerne le sang retrouvé dans sa voiture, Lefèvre ignore que celui-ci est inexploitable et en parle au téléphone. Il affirme que Michaud saignait lors de son arrivée à l'hôpital ; ce que l'hôpital dément lorsque le personnel est interrogé. Le comportement de Lefèvre devient donc suspect.

### Arrestation et incarcération pour les meurtres du marais
Le 14 décembre 2011, Lefèvre est de nouveau placé en garde à vue. Longuement interrogé, Lefèvre nie les faits et décide de ne plus répondre aux questions des gendarmes. Confronté à ses incohérences concernant la mort de Michaud, il finit par reconnaître être l'auteur de sa mort, mais affirme avoir tué par accident. Selon lui, Lefèvre aurait emmené la victime sur les lieux pour lui donner une arme. Michaud lui aurait alors arraché des mains et aurait déclenché une détonation sur celui-ci. Lefèvre dit avoir tué pour que Michaud ne souffre plus. Lorsqu'on l'interroge sur son choix des lieux, Lefèvre commet une erreur : il dit avoir choisi cet endroit car il s'agissait du lieu où a été découvert corps de Guérin. Dans la foulée de ses aveux, Lefèvre est emmené dans le marais de Camon, afin de répondre du meurtre d’Alexandre Michaud. Ne sachant pas que le corps de Julien avait dérivé au gré du courant du marais, Lefèvre remarque que Guérin a été découvert plus loin, faisant ainsi involontairement l'aveu de son implication dans la première affaire.
En raison de cet « aveu accidentel », Lefèvre est mis en examen, le 15 décembre 2011, pour l'assassinat d’Alexandre Michaud et le meurtre de Julien Guérin puis placé en détention provisoire. Il est ainsi surnommé le « tueur des marais »,,,,.
Le 20 mars 2012, après avoir nié les faits, Lefèvre écrit, de sa cellule de prison, une lettre au procureur, en avouant les deux meurtres avec des détails. Lefèvre rédige ses aveux, en exprimant des excuses et des remords vis-à-vis de l’entourage de ses victimes. À la suite du reçu de la lettre, quelques jours plus tard, la juge d’instruction ordonne une reconstitution des deux crimes de Lefèvre,.
Le 25 septembre 2012, la reconstitution a lieu et montre que Lefèvre n’avait laissé aucune chance à ses victimes. Les parents des victimes sont également présents, afin de voir l'assassin de leurs enfants, qu'ils n'avaient jamais vu auparavant. A la fin de la reconstitution, Lefèvre retourne en prison, sans avoir avoué le mobile de ses crimes.
Au début de 2013, David Lefèvre est renvoyé devant la Cour d’assises de la Somme pour l’assassinat d’Alexandre Michaud et le meurtre de Julien Guérin (la préméditation n’étant pas retenue pour ce crime),,.

### Second jugement pour meurtres
Le 12 novembre 2013, le procès de Lefèvre débute devant la Cour d’assises de la Somme.
L'accusé, âgé de 33 ans, fait profil bas et baisse la tête, en annonçant se souhait de garder le silence. Il reste inerte et muet, avouant qu’il accepterait sa condamnation et qu’il ne mériterait aucun soutien de ses amis et de ses proches ; ces derniers essayant néanmoins d’aider l’accusé, bien que celui-ci ne se défende pas.
L'un des avocats des parties civiles dresse le profil d'un tueur en série, en insistant sur le fait qu'il « ne tue pour rien ». Comme à son premier procès d'assises, en 2002, Sylvie et Nathalie Lefèvre témoignent de leur jeunesse très lourde à porter : parents violents, alcooliques, une mère qui a reproché à chacun de ses enfants d'être venu au monde et un père condamné pour complicité de viol en réunion.
Le 15 novembre 2013, Lefèvre est condamné à la réclusion criminelle à perpétuité assortie d’une période de sûreté de 22 ans.

### Détention
N’ayant pas fait appel de sa condamnation, David Lefèvre pourra formuler une demande de liberté conditionnelle en décembre 2033.

### Documentaires télévisés
- « Deux crimes pour un tueur » (deuxième reportage) dans « ... dans la Somme » le 24 février 2014 dans Crimes sur NRJ 12.
- « David Lefèvre, le tueur des Marais » le 3 février 2020 dans Faites entrer l'accusé présenté par Frédérique Lantieri sur France 2.